# Авл Корнелій Косс Арвіна
Авл Корне́лій Косс Арві́на (лат. Aulus Cornelius Cossus Arvina; IV століття до н. е.) — політичний та військовий діяч часів Римської республіки з патриціанського роду Корнеліїв, консул 343 і 332 років до н. е.

## Походження
Авл Корнелій належав до знатного патриціанського роду етруського походження. Корнелії Косси були гілкою Корнеліїв Малугінських; батьком Авла був імовірно Публій Корнелій Рутіл Косс, військовий трибун з консульською владою 408 р. до н. е.

## Життєпис
У 353 році до н. е., коли місто Цере підтримало старого ворога Риму — Тарквінії, сенат призначив диктатором Тіта Манлія Торквата, а начальником кінноти став Авл Корнелій. Але укласти вигідний мир з Цере вдалося без війни. Чотирма роками пізніше Авл Корнелій знову став начальником кінноти при тому ж диктаторі, призначеному для проведення виборів, оскільки один з консулів цього року помер до закінчення своїх повноважень, а інший був зайнятий війною з піратами.
У 343 році до н. е. Авл Корнелій став одним із двох консулів-патриціїв. Його колегою був Марк Валерій Корв. Саме в цьому році кампанці попрохали у Риму допомоги проти самнітів, внаслідок чого почалася Перша самнітська війна. Діяли консули на різних напрямках: Валерій рушив у Кампанію (і проти нього самніти зосередили свої основні сили), а Корнелій — в Самній.
Військо Авла Корнелія через необережність консула потрапило в гірську ущелину, де всі панівні висоти були зайняті ворогом. Але загін військового трибуна Публія Деція Муса зміг зайняти одну з височин, і самнітам довелося розділити свої сили та відмовитися від атаки. Вночі загін Деція приєднався до Корнелія, римляни напали на самнітів і завдали їм нищівної поразки: Згідно Тіту Лівію, загинуло тридцять тисяч самнітів.
За цю перемогу Авл Корнелій отримав тріумф, спільний з Марком Валерієм Корвом. У дослідників існують сумніви, щодо відповідності дійсності описів римських перемог у Першій Самнітській війні, створених Тітом Лівієм. Це відноситься і до перемоги Авла Корнелія.
У 332 році до н. е. Авл Корнелій став консулом вдруге — разом з Гнеєм Доміцієм Кальвіном. При цьому інтеррексом, які проводив вибори, був його колега з першого консульства. Рік в цілому був мирним; коли з'явилися чутки про галльську загрозу, сенат призначив диктатора.
У 322 році Авл Корнелій сам став диктатором. Згідно з одними джерелами, його завданням на цій посаді було тільки подати знак випускати четверики на Римських іграх; згідно з іншим, він був призначений для Другої війни з самнітами та здобув перемогу в битві завдяки тому, що кіннота противника фактично вийшла з бою і почала грабувати обоз. Після цього самніти запропонували Риму мир на колишніх умовах, але сенат їм відмовив, розраховуючи отримати більш істотні поступки. Авл Корнелій же отримав за свою перемогу тріумф. В історіографії розповідь Лівія про ці події ставлять під сумнів.
У 320 році до н. е. Авл Корнелій увійшов до жрецької колегії феціалів.

## Нащадки
Синами Авла Корнелія були Авл Корнелій Арвіна, феціал, і Публій Корнелій Арвіна, консул 306 та 288 років до н. е.